# Nederlands voetbalelftal op de Olympische Zomerspelen 1912

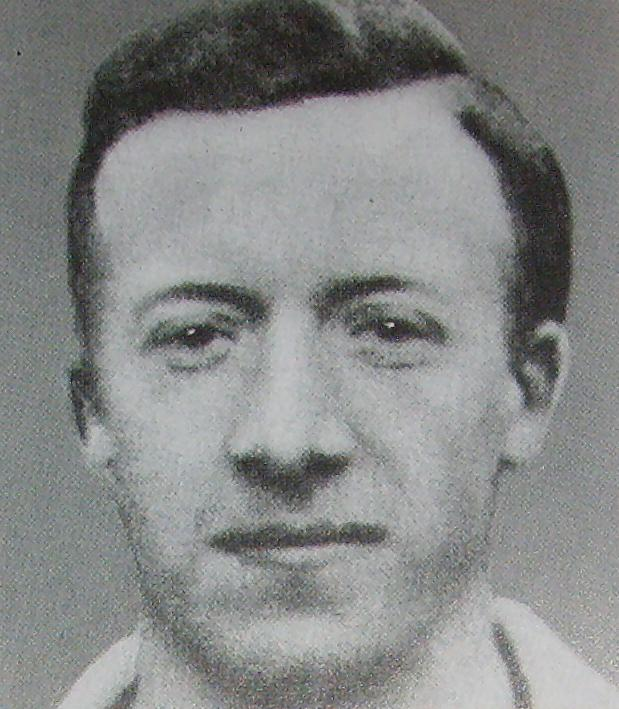
Huug de Groot, die tweemaal scoorde dit toernooi.

Het Nederlands voetbalelftal was een van de deelnemende landen op de Olympische Zomerspelen 1912 in Stockholm, Zweden. Het is de tweede deelname voor het land. De eerste deelname was vier jaar eerder, in 1908. Hierin pakte Nederland de bronzen medaille.

## Wedstrijden op de Olympische Zomerspelen
Het Nederlands Olympisch elftal speelde de eerste ronde tegen Zweden: deze wedstrijd werd met 3-4 gewonnen, waarna Nederland in de kwartfinale Oostenrijk trof. Deze wedstrijd werd ook gewonnen, met 3-1 ditmaal, en ontmoette Nederland in de halve finale Denemarken. Deze wedstrijd werd verloren (1-4), waarna Nederland zich op mocht maken voor de troostfinale tegen Finland. Deze wedstrijd werd met 9-0 gewonnen, wat tot op heden een Nederlands record is en verder alleen in 1972 tegen Noorwegen werd bereikt.

### Eerste ronde
|               |                                              |              |                                        |                                                                  |
| 29 juni 13:00 | Zweden                                       | 3 – 4 (n.v.) | Nederland                              | Stockholm Toeschouwers: 14.000 Scheidsrechter: Wagstaffe Simmons |
| 29 juni 13:00 | Swensson 3' Borjesson 62' Swensson (pen) 80' | Verslag      | 28' Bouvij 43' Vos 52' Bouvij 90+1'Vos | Stockholm Toeschouwers: 14.000 Scheidsrechter: Wagstaffe Simmons |

### Kwartfinale
|               |                                |         |            |                                                            |
| 30 juni 13:00 | Nederland                      | 3 – 1   | Oostenrijk | Stockholm Toeschouwers: 7.000 Scheidsrechter: David Philip |
| 30 juni 13:00 | Bouvij 8' Ten Cate 12' Vos 30' | Verslag | 41' Muller | Stockholm Toeschouwers: 7.000 Scheidsrechter: David Philip |

### Halve finale
|              |                   |         |                                                  |                                                           |
| 2 juli 12:00 | Nederland         | 1 – 4   | Denemarken                                       | Stockholm Toeschouwers: 6.000 Scheidsrechter: Ede Herczog |
| 2 juli 12:00 | Hansen 85' (e.d.) | Verslag | 7' Jorgensen 14' Olsen 37' Nielsen 65' Jorgensen | Stockholm Toeschouwers: 6.000 Scheidsrechter: Ede Herczog |

### Troostfinale
|              |                                                                                               |         |         |                                                           |
| 4 juli 12:00 | Nederland                                                                                     | 9 – 0   | Finland | Stockholm Toeschouwers: 1.000 Scheidsrechter: Per Sjoblom |
| 4 juli 12:00 | v.d Sluis 24' de Groot 28' Vos 29' Vos 43' Vos 46' v.d Sluis 57' Vos 74' Vos 78' de Groot 86' | Verslag |         | Stockholm Toeschouwers: 1.000 Scheidsrechter: Per Sjoblom |

Piet Bouman · 
Joop Boutmy · 
Nico Bouvij · 
Jan van Breda Kolff · 
Cees ten Cate · 
Wim van Eek · 
Constant Feith · 
Gé Fortgens · 
Huug de Groot · 
Just Göbel · 
Felix von Heijden · 
Martien Houtkooper · 
Bok de Korver · 
Dirk Lotsij · 
Dolf van der Nagel · 
Jan van der Sluis · 
Jan Vos · 
David Wijnveldt · 
Nico de Wolf · 
Coach: Edgar Chadwick
 Parijs 1900 ·
 Saint Louis 1904 ·
 Londen 1908 ·
 Stockholm 1912 ·
 Antwerpen 1920 ·
 Parijs 1924 ·
 Amsterdam 1928 ·
 Berlijn 1936 ·
 Londen 1948 ·
 Helsinki 1952 ·
 Melbourne 1956 ·
 Rome 1960 ·
 Tokio 1964 ·
 Mexico-stad 1968 ·
 München 1972 ·
 Montréal 1976 ·
 Moskou 1980 ·
 Los Angeles 1984 ·
 Seoul 1988 ·
 Barcelona 1992 ·
 Atlanta 1996 ·
 Sydney 2000 ·
 Athene 2004 ·
 Peking 2008 ·
 Londen 2012 ·
 Rio 2016 ·
 Tokio 2020